# Cos Expedicionari Britànic
El Cos Expedicionari Britànic (British Expeditionary Force, BEF) fou el conjunt d'unitats militars de l'exèrcit britànic enviades a França i Bèlgica durant la I Guerra Mundial i els anys 1939 i 1940 de la Segona Guerra Mundial. El BEF fou creat pel ministre de la guerra Richard Haldane després de la Guerra dels bòers en cas que el Regne Unit necessités desplegar ràpidament una força militar en un conflicte fora dels territoris de l'imperi.

## I Guerra Mundial

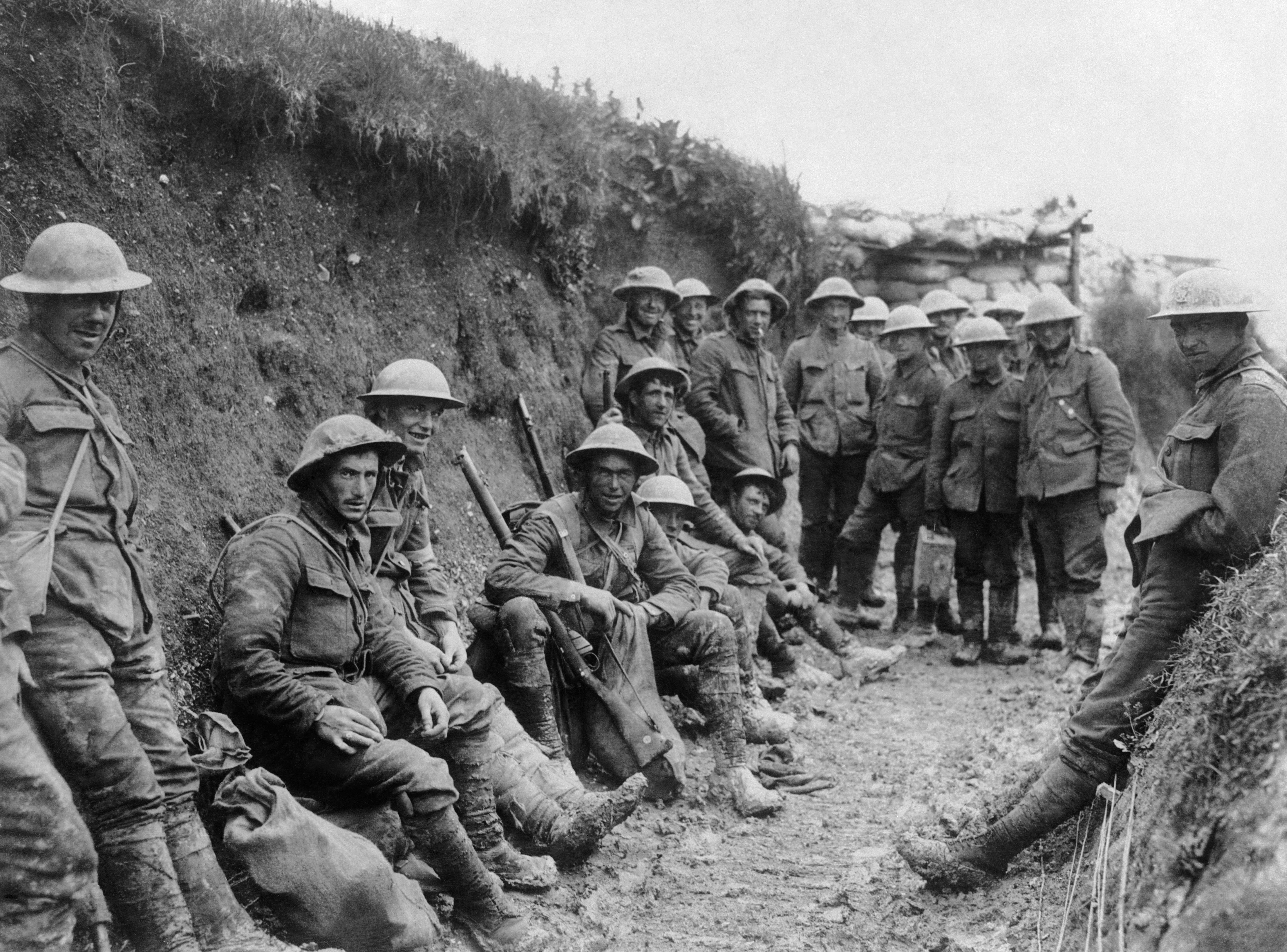
Soldats del BEF durant la batalla del Somme, possiblement del regiment dels Royal Irish Rifles.

Abans i immediatament després de l'inici del conflicte, en cercles militars britànics hi havia un cert debat sobre la millor estratègia en una guerra contra Alemanya. Malgrat que ja des de 1905 s'havien elaborat plans per transportar ràpidament divisions a Europa, els anomenats navalistes preferen una confrontació estrictament naval, deixant la lluita terrestre en mans dels francesos. Tot i així, es decidí finalment enviar un cos expedicionari a França i Bèlgica. En els plans britànics es parlava de 6 divisions d'infanteria i una de cavalleria. Els temors de deixar desprotegida Anglaterra davant una invasió alemanya va fer ensorrar aquests plans. Finalment només es va enviar 4 divisions d'infanteria i una de cavalleria.
El BEF s'envià al continent sota el comandament del general John French i estava format per tres cossos: el I Cos dirigit per sir Douglas Haig, el II Cos dirigit per sir James Grierson(que va morir just abans de prendre el comandament del cos) i el Cos de Cavalleria dirigit per Edmund Allenby, que incloïen quatre divisions d'infanteria i tres de cavalleria; les divisions d'infanteria augmentaren després a set amb els voluntaris de les unitats de la Territorial Army (la part de l'exèrcit britànic destinat a la defensa de les Illes Britàniques). El BEF patí fortes baixes a la batalla de Mons, però participà activament per aturar l'avenç alemany a la batalla del Marne.
Estrictament, el terme «Cos Expedicionari Britànic» només fa referència a les forces presents en territori francès i belga abans del final de la primera batalla d'Ypres (22 de novembre de 1914) o bé fins a la reorganització del BEF en el Primer Exèrcit i el Segon Exèrcit (26 de desembre de 1914). Nogensmenys, el terme s'utilitza habitualment per referir-se a totes les forces britàniques a França i Bèlgica durant tota la guerra.
El cos rebé el sobrenom de «els vells menyspreables» (Old Contemptibles) suposadament a partir de l'ordre del dia del kàiser Guillem II el 19 d'agost de 1914:
Les meves reials i imperials ordres són que concentreu les vostres energies per al moment present per a un sol propòsit, el de dedicar totes les vostres capacitats i el valor dels meus soldats per exterminar els traïdors anglesos [i] aclaparar el menyspreablement petit exèrcit del general French.
Tot i així no s'ha trobat mai cap prova de l'existència d'aquesta ordre en els arxius alemanys i Guillem II, després de la guerra, negà haver escrit res semblant. Sembla que l'ordre fou creada per un funcionari del ministeri de guerra britànic com a element de propaganda

## II Guerra Mundial
Després de la invasió de Polònia de 1939, el govern britànic envià el BEF a la frontera franco-belga, consistent en deu divisions d'infanteria, una brigada cuirassada i un destacament de la RAF d'uns 500 aparells. Després de l'avenç alemany fou evacuat, amb dificultats i envoltat pels alemanys, a Dunkerque el juny de 1940, deixant bona part de l'equipament en mans alemanyes. La 51a divisió d'infanteria romangué a Saint-Valéry-en-Caux però es rendí poc després als alemanys.